# Kabongan Kidul
Kabongan Kidul is een bestuurslaag in het regentschap Rembang van de provincie Midden-Java, Indonesië. Kabongan Kidul telt 3976 inwoners (volkstelling 2010).